# Amphisphaeria melanommoides
Amphisphaeria melanommoides är en svampart som först beskrevs av Speg., och fick sitt nu gällande namn av Pier Andrea Saccardo 1878. Amphisphaeria melanommoides ingår i släktet Amphisphaeria och familjen Amphisphaeriaceae.   Inga underarter finns listade i Catalogue of Life.